# Kirker i Svendborg Amt
Svendborg Amt blev samlet i 1793 af Nyborg Amt og Tranekær Amt.
I 1970 blev Svendborg Amt lagt sammen med Odense Amt til Fyns Amt
Kirkerne i Svendborg Amt fordeler sig i følgende Herreder:

## Gudme Herred
- Brudager Kirke
- Gislev Kirke
- Gudbjerg Kirke
- Gudme Kirke
- Hesselager Kirke
- Kellerupkirken i Ringe Sogn
- Langå Kirke
- Lundeborg Kirke i Lundeborg Sogn
- Oure Kirke
- Ringe Kirke
- Ryslinge Kirke
- Nazarethkirken – Ryslinge Sogn
- Svindinge Kirke
- Vejstrup Kirke
- Øksendrup Kirke

## Langelands Nørre Herred
- Bøstrup Kirke
- Hou Kirke
- Rudkøbing Kirke
- Simmerbølle Kirke
- Skrøbelev Kirke
- Snøde Kirke
- Stoense Kirke
- Tranekær Kirke
- Tullebølle Kirke

## Langelands Sønder Herred
- Bagenkop Kirke i Bagenkop Sogn
- Fodslette Kirke
- Fuglsbølle Kirke
- Humble Kirke
- Kædeby Kirke – Humble Sogn
- Lindelse Kirke
- Longelse Kirke
- Magleby Kirke
- Ristinge Kirke i Humble Sogn
- Tryggelev Kirke

## Sallinge Herred
- Allested Kirke
- Avernakø Kirke
- Brahetrolleborg Kirke
- Diernæs Kirke
- Espe Kirke
- Helligåndskirken – Fåborg Sogn
- Gestelev Kirke
- Heden Kirke
- Herringe Kirke
- Hillerslev Kirke
- Horne Kirke
- Hundstrup Kirke
- Håstrup Kirke
- Jordløse Kirke
- Krarup Kirke
- Lyø Kirke
- Nørre Broby Kirke
- Sandholts Lyndelse Kirke
- Svanninge Kirke
- Falsled Filial Kirke – Svanninge Sogn
- Sønder Broby Kirke
- Ulbølle Kirke
- Vantinge Kirke
- Vejle Kirke
- Vester Hæsinge Kirke
- Vester Skerninge Kirke
- Vester Åby Kirke
- Åstrup Kirke
- Øster Hæsinge Kirke

## Sunds Herred
- Sankt Mortens Kirke – Bjerreby Sogn
- Bregninge Kirke
- Drejø Kirke
- Skarø Kirke – Drejø Sogn
- Egense Kirke
- Kirkeby Kirke
- Kværndrup Kirke
- Sankt Jørgens Kirke – Landet Sogn
- Lunde Kirke
- Ollerup Kirke
- Skårup Kirke
- Stenstrup Kirke
- Strynø Kirke
- Sørup Kirke
- Svendborg – Fredens Kirke
- Svendborg – Sankt Jørgens Kirke
- Svendborg – Sankt Nikolaj Kirke
- Svendborg – Trefoldighedskirken – Thurø Sogn
- Svendborg – Tved Kirke
- Svendborg – Vor Frue Kirke
- Øster Skerninge Kirke

## Vindinge Herred
- Aunslev Kirke
- Bovense Kirke
- Ellested Kirke
- Ellinge Kirke
- Vor Frue Kirke – Flødstrup Sogn
- Frørup Kirke
- Hellerup Kirke
- Herrested Kirke
- Hjulby Kirke i Hjulby Sogn
- Kullerup Kirke
- Stensgaards Kirke – Nyborg Sogn
- Vor Frue Kirke – Nyborg Sogn
- Refsvindinge Kirke
- Skellerup Kirke
- Søllinge Kirke
- Sønder Højrup Kirke
- Taarup Kirke (Nyborg Kommune) i Tårup Sogn
- Ullerslev Kirke
- Vindinge Kirke
- Årslev Kirke
- Ørbæk Kirke

## Ærø Herred
- Bregninge Kirke
- Marstal Kirke
- Ommel Kirke – Marstal Sogn
- Rise Kirke
- Søby Kirke
- Tranderup Kirke
- Ærøskøbing Kirke